# Bejucal
Bejucal là một đô thị và thành phố ở tỉnh La Habana của Cuba. Thành phố này giáp Santiago de las Vegas về phía bắc; phía đông là San Antonio de las Vegas và Batabanó; phía nam là La Salud; còn phía tây là San Antonio de los Baños. Thời gian thành lập là năm 1874.

## Thông tin nhân khẩu
Năm 2004, đô thị Bejucal có dân số 25.425 người. Diện tích là 120 km² (46,3 mi²), với mật độ dân số là 211,9người/km² (548,8người/sq mi).
Đô thị này được chia thành các phường (barrio) San Felipe de Bejucal, Aguas Verdes và Beltrán.